# Clowns Spinning Hats
Clowns Spinning Hats is een Amerikaanse stomme zwart-witfilm uit 1900. In de film gooien clowns heen en weer hoeden naar elkaar. De film werd op 7 april 1900 door Lubin Films uitgebracht.